# بهرام‌آباد (سیب و سوران)
بهرام‌آباد، روستایی از توابع بخش سیب و سوران شهرستان سراوان در استان سیستان و بلوچستان ایران است.

## جمعیت
این روستا در دهستان پسکوه قرار دارد و براساس سرشماری مرکز آمار ایران در سال ۱۳۸۵، جمعیت آن ۵۲ نفر (۱۴خانوار) بوده‌است.